# Federico Sartori
Federico Sartori (Milano, 1865 – 1938) è stato un artista italiano.
Trasferitosi nella Repubblica argentina, divenne uno dei pittori più noti e apprezzati del paese, soprattutto per la sua attività presso la comunità italiana.  Tornato in Italia nel 1920, partecipò alla Biennale di Venezia nel 1924.

## Biografia
Cresciuto in una modesta famiglia di origini cremonesi migrata a Milano, dove il padre Sirio esercitava il mestiere di sarto, Sartori fu attratto da subito dal lavoro artistico ed entrò, giovanissimo, a bottega presso un incisore milanese.
La passione per l'arte lo spinse verso la Scuola di Belle Arti di Brera dove fu allievo del maestro Raffaele Casnedi nel tempo in cui l'Accademia di Brera era presieduta da Luigi Bisi e tra gli altri docenti figuravano Giuseppe Bertini, Camillo Boito.
Durante l'esperienza all'Accademia braidense ebbe modo di ammirare da vicino alcuni degli artisti che operavano a Milano, tra i quali Camillo Boito, Giuseppe Grandi, Vittore Grubecy de Dragon, Angelo Morbelli, Gaetano Previati.
A diciotto anni lasciò l'Italia emigrando in Argentina.

### I primi passi in Argentina
Sartori prese residenza a Mar de La Plata dove trovò impiego da disegnatore presso il locale Museo, che conserva alcuni suoi disegni di navi sul Mar de La Plata. Nel 1893 illustrò interamente un numero della Inlustracion Sudamericana relativo a un moto rivoluzionario del 1890. Della vita privata condotta a Mar de La Plata non è rimasta traccia; per quella artistica, Sartori eseguì nel 1896 il ritratto di Santiago Pozzi, Direttore del Museo di Scienze Naturali di Mar de la Plata come si legge in El clan de los Pozzi en el Museo Público de Buenos Aires y en el Museo de Ciencias Naturales de La Plata. Alcune opere di Sartori appartengono alle collezioni del Museo Naciónal de Bellas Artes, a quello di Bahía Blanca  e alle collezioni private della famiglia Pozzi di Buenos Aires. Sartori lavorò come “pintor” presso il Museo Nacional de La Plata fino al 1897.

### Il trasferimento a Buenos Aires
La frequentazione della nutrita comunità italiana gli valse incontri e apprezzamenti, e anche buone opportunità come disegnatore e pittore; il successo che cominciava a cogliere gli suggerì di spostarsi nella capitale, attratto dalla Sociedad Naciónal de Bellas Artes - che nel 1936 assumerà il nome di Academia Naciónal de Bellas Artes (ANBA) - per conquistare maggiore visibilità. Nel 1908 ottenne la cattedra di Professore di disegno dell'Accademia di Belle Arti, carica che mantenne sino al 1920.
In quegli anni la scuola italiana nelle Belle Arti prevaleva su ogni altra.
In un altro lavoro di Laura Malosetti Costa (CONICET – IDAES/UNSAM) troviamo conferma di quanto fossero tenuti in considerazione gli artisti italiani in Argentina.
Federico Sartori ricevette inviti alle manifestazioni più importanti; il 1908 lo vide partecipare all'esposizione nazionale di Buenos Aires su richiesta del Gruppo Nexus guidato da Carlos Ripamonte.
Nel 1910, anno storico per l'Argentina che festeggiò il primo centenario della Repubblica, Sartori partecipò al concorso indetto per l'avvenimento con l'opera La bandera argentina, che gli valse la medaglia d'argento e gli produsse gli inviti della Comicion Naciónal de Bellas Artes alle successive esposizioni per gli anni 1913, 1914, 1915, 1917 e 1918.
Federico Sartori, per la notorietà di cui godeva, si trovò a frequentare la buona società. Incontrò  intellettuali e altri artisti in casa Ross-Broglia, agiata famiglia italo-argentina, delle cui tre figlie sposò Maria nel 1912; nel 1914 nacque il loro unico figlio Mario. Il rilievo di Sartori nel mondo artistico argentino lo portò a illustrare la pubblicazione del Centenario Álbum Gráfico de la República Argentina en el Primer Centenario de su Independencia, un corposo volume di 335 pagine dal carattere maestoso con le sue pagine  «...in carta satinata con riporto di cromolitografie eseguite dal disegnatore Federico Sartori (1865-1938) ...» come descrive Beatriz E. Sznaider in Del Centenario al Bicentenario: el Concepto de Nación en Avisos Institucionales sobre el 25 de Mayo.
L'importanza dell'artista milanese in Argentina è dimostrata dal suo inserimento nel volume Historia general del arte en la Argentina e in quello di Historia general del arte en la Argentina: Fines del siglo XIX y comienzos del siglo XX, Volume 6, Academia Nacional de Bellas Artes
Il Prof. Federico Sartori, citato da Félix de Ugarteche (Felix de Ugarteche è stato uno scrittore, poeta e storico della editoria in Argentina, giornalista per La Prensa, La Nación, Clarín y El Mundo, è autore di La imprenta argentina, Hombres del coloniaje, Bartolomé Mitre, Las industrias del cuero en la República Argentina, Algunas rimas, etc.; morì nel 1959.) in un volume del 1929  (Félix de Ugarteche, 1929, La imprenta argentina: sus orígenes y desarrollo, p. 503, Talleres gráficos R. Canals).
Sartori è anche ricordato in Arte argentino: cuatro siglos de historia (1600-2000)  di Lopez Anaya che colloca il pittore italiano accanto a Carlos Ripamonte, che guidava il Gruppo Nexus; secondo l'autore dell'opera, la concezione dell'arte di Nexus era basata sul regionalismo e sui costumi folclorìstici, sulle virtù tradizionali e su un passato idilliaco ed eroico che nella loro epoca stava scomparendo;Lopez Anaya considera questa visione come l'ingenuo appoggio del Gruppo alla actitud presuntamente nacionalista de ciertos grupos politicos e intelectuales (attitudine presumibilmente nazionalista di certi gruppi politici dell'Argentina di quell'epoca).

### Il rientro in Italia
La famiglia Sartori decise di rientrare in Italia nel 1920, lasciando l'Argentina a bordo del lussuoso piroscafo Principessa Mafalda.
Giunti in Italia, i Sartori vissero per un certo tempo in Lombardia, tra Como e Bergamo, poi si trasferirono a Santa Margherita Ligure infine si stabilirono in Toscana, a Viareggio; sulla scelta di Viareggio, certo favorita dalla mitezza del clima, non è da escludere che abbiano influito anche ragionamenti pratici, dettati dalla necessità di trovare un inserimento nel mondo dell'arte in Italia. Negli anni venti e trenta del Novecento, la Versilia era infatti un luogo frequentato dalla migliore borghesia e dagli intellettuali più importanti dello scenario nazionale e internazionale.
Anche l'arte figurativa, i cui fermenti di inizio Novecento non si spegnavano affatto, trovava alimento nella terra versiliese dove si manifestavano incontri-scontri artistici dalla elevata vis polemica.

### La professione in Toscana
Sartori cominciò a dipingere dividendosi tra Viareggio e Pietrasanta e presto partecipò alle manifestazioni culturali del periodo che si tenevano alla Galleria Nettuno di Viareggio o al Kursaal, assieme ad artisti quali Plinio Nomellini, Alfredo Belluomini, Galileo Chini, Moses Levy, Lorenzo Viani.
Nel 1924 Sartori partecipò alla XIV edizione della Biennale di Venezia con I quattro anni di guerra, un'opera per la Sezione Bianco e Nero.
Dopo una quindicina di intensi anni versiliesi, la famiglia Sartori decise di tornare a Milano dove la morte colse improvvisamente l’artista nel 1938 e venne tumulato nel cimitero di Como. Per volontà degli eredi oggi riposa nel Camposanto monumentale della Misericordia di Viareggio. Una epigrafe marmorea sulla sua sepoltura così racconta:qui riposano le spoglie di Federico Sartori / insigne artista / tornate nella sua amata Viareggio / per volontà della nipote Laura / MMXX

## Le opere
Sotto il profilo stilistico Sartori non si colloca in qualche corrente particolare. Se i suoi professori d'Accademia avevano vissuto le avanguardie della seconda metà dell'Ottocento, gli artisti che aveva frequentato in Argentina provenivano da variegate esperienze: dal verista Eduardo Sívori al simbolista Eduardo Schiaffino, ideatore della Società delle Belle Arti (che nel 1936 diventerà l'attuale Academia Naciónal de Bellas Artes), o anche il polifacético Gustavo Bacarisas.
Il pittore italiano mostrò una valenza di tratto e un eclettismo testimoniato dalle diverse tecniche con cui si cimentò, passando dal disegno all'acquerello, all'olio, alla grafica e alla ceramica.
Disegno e pittura sono i campi in cui maggiormente si espresse, come si legge in una lettera inviatagli dagli amici Pio Collivadino e Carlos Ripamonte che si definiscono  “sus companeros de ideales y de lucha” in una lettera datata dicembre 1927.
Tornato in Italia, si dedicò anche alla scultura: si ricorda la realizzazione nel 1927 del Monumento dei Caduti di Baiedo di Pasturo in provincia di Lecco, molto apprezzato dai cittadini bajediesi..
Per la collocazione temporale delle opere è opportuno suddividere in due parti la produzione artistica: periodo argentino, dal 1883 al 1920 e periodo italiano, dal 1920 al 1938.

### Opere del periodo argentino
La produzione relativa alla permanenza a Mar de La Plata è orientata principalmente al disegno, alle tecniche ad acquerelli, quella di Buenos Aires alla pittura.
Dipinti
- La bandera argentina Buenos Aires, 1910, Tecnica mista su carta, cm 70 x 138, Collezione privata
- Lucha entre el morbo y la ciencia Buenos Aires, 1913, Tecnica mista su carta cm 70 x 138, Museo Nacional de Buenos Aires
- La fuerza de voluntad , la fe y la ciencia iluminan la ignorancia Buenos Aires, 1919, Olio su tela, cm 160 x 235 Biblioteca della Università di Medicina di Buenos Aires.
- Allegoria n. 1, 1910, Tecnica mista su carta, cm 23,6 x 27,2
- Allegoria n. 2, 1910, Tecnica mista su carta, cm 23,6 x 27,2
- Allegoria n. 3, 1910, Tecnica mista su carta, cm 23,6 x 27
- Allegoria n. 4, 1911, Tecnica mista su carta, cm 23,6 x 27,2
- Allegoria n. 5, 1918, Olio su tela, cm 70 x 138
- Bailando el gato, Buenos Aires, c.a. 1910, Olio su tavola, cm. 38 x 53
- Los palladores, Buenos Aires, c.a. 1910, Olio su tavola, cm. 38 x 53
- Registro civil, Buenos Aires, c.a. 1910, Olio su tavola, cm. 38 x 53
- Enlazando el toro, Buenos Aires, c.a. 1920, Olio su tavola, cm. 38 x 53

Acquerelli
- Discussione
- Folla a passeggio
- Personaggi
- Strilloni e folla per strada,  chine acquerellate
- Matite e carboncini Sono stati ritrovati molti schizzi e studi con vari soggetti e 12 disegni eseguiti a Mar de la Plata con soggetto e modella la stessa moglie del pittore.

### Opere del periodo italiano
Nel periodo italiano la produzione dell'artista è stata caratterizzata da 32 dipinti e una ventina di disegni, oltre a lavori di grafica pubblicitaria e illustrazioni per cataloghi.
Dipinti e disegni
Le opere, qui riportate in ordine cronologico dal suo arrivo in Italia, sono una traccia dei percorsi umani e artistici di Sartori sino alla sua morte avvenuta nel febbraio del 1938.
Le informazioni sulle opere sono tratte da Omaggio a Federico Sartori di Antonella Serafini e Filippo Bacci di Capaci.
- Le Bimbe che raccolgono le conchiglie
- La rivetta
- Giardinetto a Cernobbio

tutte opere del 1921 eseguite con tecnica a olio su tavola di cm 21 x 42, potrebbero essere state dipinte sulle rive del lago di Como, prima che il pittore si trasferisse in Toscana.
Un segno del suo approdo a Pietrasanta sono gli oli su tavola, appena 18 x 23 cm, dedicati a Padre Eugenio Barsanti, l'ideatore e costruttore del primo motore a combustione interna funzionante, e intitolati:
- Padre Eugenio Barsanti, Dimostrazione popolare
- Padre Eugenio Barsanti, Dimostrazione scientifica

sono certamente successivi ai dipinti comaschi; Pietrasanta, famosa per avere ospitato Michelangelo Buonarroti che vi soggiornava quando andava a scegliere il marmo scultoreo bianco, è ricordata con
- Michelangelo a Pietrasanta del 1922, una tela di cm 80 x 190 dipinta a olio.

A Viareggio Sartori ha tratto ispirazione da scene di vita quotidiana della cittadina tirrenica.
Tra le opere del 1923 troviamo le pitture a olio su tavola da 54 x 76 cm:
- Cavallo al sole
- Paranze sul Burlamacca
- Entrate delle paranze

la paranza era una barca da pesca a vela latina della tradizione marinara viareggina; le opere appartengono al trittico esposto a Palazzo Pitti di Firenze nel 1924 per la Mostra dell'associazione nazionale degli artisti.
Frequenti le raffigurazioni di scene popolari con donne e bambini come in:
- Alla fonte, un olio su carta del '23, o le opere degli anni '30 con:
- Trattoria del Buon Amico
- La vendita all'incanto
- Donne preparano il pesce
- Le cee nella cesta (pescatori di cee)
- Pescatore di cee
- Fanciulli alla fontanella al tramonto
- Della povera! (un'opera che richiama una tipica interiezione dei viareggini).

La celebrazione del Carnevale viareggino la si ritrova in
- Maschere del 1931

e di luoghi d'intrattenimento con le opere del 1933:
- Taverna del Gatto Nero
- Tennis Italia

Tra i tanti personaggi illustri in Versilia, vi furono molti intellettuali che usavano riunirsi al Gran Caffè Margherita e, tra questi, Sartori ritrasse ''Elpidio Jenco'', un poeta campano, amico di Giuseppe Ungaretti, trasferitosi a insegnare al Liceo classico “Giosuè Carducci” di Viareggio; forse uno dei suoi disegni potrebbe essere un bozzetto per un ritratto a Giacomo Puccini, tornato ad abitare a Viareggio dopo il biennio trascorso in Maremma, e uno per Enrico Pea oltre al ritratto di  Leone Leoni, olio su tela e riporto a cartone, cm 50,5x77,5 del 1931.
Tra gli ultimi dipinti realizzati da Sartori a Viareggio vi sono:
- Marginetta presso il ponte di Pisa” un'opera a tecnica mista su carta di cm 56 x 78
- Fontana di Lucca (la pupporona) del 1934, un olio su tavola di cm 37,8 x 53,8
- Sul lungarno a Pisa olio su tavola del 1933
- Marmi del 1934.

Non sono noti con certezza i luoghi di esecuzione di
- Cavalli al trotto del 1934
- Signore e Dandy

due oli su tavola e
- Carretto con cavallo e contadino a cavallo del 1934

forse realizzati ancora in Toscana, probabilmente a Barga di Lucca.
La tela Via Porpora (Cinema Porpora) eseguita a Milano nel 1937 con tecnica a olio, potrebbe trattarsi dell'ultimo lavoro eseguito prima della morte avvenuta nel febbraio del 1938.
Le mostre retrospettive
In anni recenti sono state organizzate una serie di mostre retrospettive:
- Viareggio nel 2007  Federico Sartori, a cura di Mercurio Arte Contemporanea
- Barga nel 2008 a cura del Comune di Barga con la personale Le Stanze della memoria
- Lucca nel 2009 con Omaggio a Federico Sartori presso la Galleria Bacci di Capaci.

Alcuni dipinti di Sartori sono stati esposti in mostre collettive tra cui:
- Viareggio nel 2008  1900 – 1990 la figurazione a Viareggio nel panorama dell'arte italiana a cura del Comune della città
- Barga nel 2010  L'armonia della Terra – Immagini della Valle del Serchio nella pittura toscana del Novecento a cura della Fondazione Ricci Onlus di Lucca
- Viareggio nel 2010 a cura del Comune   De la vita fugace ...il canto – maschere e carnevale .

### Opere a tema religioso
Un primo dipinto,  Allegoria della musica del 1926, un olio su tela, forse uno studio per una “Santa Cecilia” commissionata dalla Chiesa di St. Lucy a Scranton in Pennsylvania, presenta il tratto classico del pittore nelle figurazioni delle sue opere a carattere religioso.
Antonella Serafini in merito all'arte sacra annota che «La pittura sacra può essere considerata nell’attività artistica di Sartori un vero e proprio filone parallelo che si sviluppa nel corso degli anni seguendo una linea di ricerca e di linguaggio indipendente».
Nel lavoro della Serafini è riportato un articolo di Giuseppe Viner del 1925, anno in cui l'artista si sarebbe suicidato in ottobre,  il pittore macchiaiolo racconta dello Studio del Sartori e di come fosse rimasto colpito dal carattere dei « ...suoi quadri d'arte sacra....» appuntando l'attenzione su una vasta tela nella quale il pittore milanese rappresentava il dramma di Giuda di Keriot: Viner parlava del Il Rimorso.
A riguardo dell'opera che impressionò il Viner,  esposta alla “Prima Mostra d’Arte di Artisti Milanesi MCMXXVI” Milano, ritroviamo un aneddoto raccontato nel 1926 da Ugo Pellegrinetti, che scriveva per il Giornale d'Italia, a riguardo de Il Rimorso; egli racconta che l'opera fu il frutto di una scommessa tra artisti «...per dimostrare ad alcuni artisti versiliesi che gli negavano l’attitudine a sciogliere il mondo dei dettagli anatomici ...»; testimonianze orali, delle quali ancora vivente è il solo Maestro Giorgio Michetti, raccontavano che la scommessa verteva sulla capacità  vantata da Sartori di poter eseguire un Cristo completamente nudo. Lo stesso Pellegrinetti, del resto, parlando del  “Cenacolo artistico Torricelli”,  frequentato anche dal milanese, sottolineava la verve polemica che animava i rapporti tra artisti dicendo che al circolo « ... dove imperversa la barba asprigna di E. Pea e dove contro il nostro pittore appuntava fino a ieri i suoi strali velenosi Moses Levy..»
A Sartori fu affidato l'incarico di affrescare la Chiesa della Confraternita della Misericordia a Viareggio, uno dei suoi lavori più impegnativi, che realizzò nel 1924-1925; di questi affreschi resta traccia solo nella memoria tramandata oralmente e in uno scritto del Prof. Franco Anichini in “Un pittore nascosto”, in “Viareggio ieri”, n.19, sett/ott.1990, pp. 12–14.
Nella Chiesa sono state effettuate di recente delle ricerche per verificare la presenza e lo stato di conservazione di quegli affreschi mediante l'impiego della termografia; dal rapporto tecnico (in possesso della Misericordia di Viareggio, proprietaria della chiesa) emerge che in diverse parti dell'edificio gli affreschi non potrebbero essersi conservati adeguatamente, per la presenza di umido e di lesioni della struttura, ma che in altri punti potrebbero invece essere tentati dei lavori di restauro per riportarli in luce e in particolare quelli sull'interno della facciata di ingresso.
A Viareggio è possibile ammirare un affresco realizzato da Sartori alle Dorotee di Viareggio nel 1928 all'Istituto delle Dorotee e che di recente è stato restaurato.
Quanto alle opere realizzate per le chiese americane è accertata la presenza di opere a Scranton in Pennsylvania. Dal sito della Chiesa Madre di St. Lucy si scopre che, assieme ad altre opere realizzate da Federico Sartori nel periodo 1926-1928, vi è una Santa Cecilia è un Giuda Iscariota (versione “appena vestita” del Rimorso). Interessante la spiegazione delle opere nelle pagine del sito.